# Magdalena Petryńska
Magdalena Petryńska (ur. 12 marca 1940 we Lwowie) – tłumaczka. Ukończyła filologię polską (1964) i słowiańską (1968). W latach (1967–1991) pracowała jako redaktor w Państwowym Instytucie Wydawniczym. Następnie, od 1991 do 1996,  była radcą polskiej ambasady w Belgradzie. Jest członkiem Stowarzyszenia Pisarzy Polskich. Przekłada literaturę serbską, chorwacką i bośniacką. Otrzymała nagrodę Angelus za przekład książki Miljenka Jergovicia „Srda śpiewa o zmierzchu w Zielone świątki”. 

## Tłumaczenia
- powieści:
  - Borislav Pekić (Czas cudów, Jak pogrzebać wampira),
  - Slobodan Selenić (Pamiętnik Piotra Kaleki, Ci dwaj mężczyźni, Zabójstwo z premedytacją),
  - Aleksandar Tišma (Księga Blama, Śladem czarnowłosej dziewczyny),
  - Miroslav Josić Višnjić (Piękna Helena, Powieść o śmierci galerii),
  - Antonije Žalica (Ślad smoczej łapy),
  - Miljenko Jergović (Buick Rivera, Ruta Tannenbaum, Sarajewskie Malboro),
  - Vladimir Arsenijević (Pod pokładem),
  - Branko Ćopić (Ikona z koniem).
- eseje:
  - Ivan Čolović (Polityka symboli. Eseje o antropologii politycznej; Bałkany - terror kultury Rozstanie z tożsamością).